# Ottacker
Ottacker (mundartlich: Otakᵉr) ist ein Gemeindeteil des Markts Sulzberg im bayerisch-schwäbischen Landkreis Oberallgäu.

## Geographie
Das Dorf liegt circa 2,5 Kilometer südwestlich des Hauptorts Sulzberg.

## Ortsname
Der Ortsname stammt vom mittelhochdeutschen Personennamen Otaker und bedeutet Siedlung des Otaker. Ottacker und das benachbarte Ottackers waren ursprünglich ein Ort. Da wenige Häuser nach Sulzberg eingemeindet wurden, entstand zur Unterscheidung der beiden Orte über die Jahrhunderte der Name Ottacker für den Ort anstelle von der ursprünglichen genitiven Form Ottakers.

## Geschichte
Ottaker wurde erstmals urkundlich im Jahr 1341 erwähnt, als der Kemptner Bürger Heinrich der Motze Güter zu Othakers und anderswo, Lehen vom Kloster Kempten samt Maierhof zu Ottakers, an den Ritter Konrad von Sulzberg verkauft. Im Jahr 1350 übernimmt Ritter Markwart von Schellenberg die Lehen. 1394 wurde die Kirche St. Othmar erwähnt. 1545 wurde die Pfarrei Ried an die Pfarrei Ottaker angegliedert. 1621 wurden zwei hochstiftische Wohnhäuser, darunter die Wirtschaft bei der Kirche, und ein stiftskemtptischer Untertan genannt zum Schueller im Ort genannt. Im Jahr 1818 befanden sich zehn Wohnhäuser ein Ottaker, wovon drei zur Gemeinde Sulzberg gehörten (Ottackers). Am 1. Juli 1972 wurde die bis dahin selbständige Gemeinde Ottacker nach Sulzberg eingegliedert.

### Gemeinde Ottacker
Die Gemeinde Ottacker bestand neben dem Hauptort aus folgenden Gemeindeteilen: Bechtris, Horben, Hurst, Kühbach, Lanzenberg, Rappolz, Ruchis, Schmieden, Schulers, Wolfarts.